# Centralny Komitet Antykomunistyczny
Centralny Komitet Antykomunistyczny Rosyjskich Emigrantów w Północnych Chinach (ros.  Центральный антикоммунистический комитет Российских эмигрантов в Северном Китае, CAK) – emigracyjna rosyjska organizacja antykomunistyczna pod koniec lat 30. i w I poł. lat. 40.
9 listopada 1936 r. w Tiencinie na specjalnym zebraniu przywódców emigracyjnych organizacji rosyjskich utworzono Rosyjski Sektor Światowego Frontu Antykomunistycznego. Na jego czele stanął esauł J.N. Pastuchin. W tym czasie na obszarze północnych Chin zaczęły powstawać Komitety Antykomunistyczne. 9 października zostały one zgrupowane w Centralny Komitet Antykomunistyczny. Jego kierownictwo składało się z sekretariatu oraz oddziałów registracyjnego, ekonomicznego, kulturalno-oświatowego i wojenno-wychowawczego (płk D.N. Michajłow). Ostatni oddział prowadził rejestrację wszystkich b. wojskowych rosyjskich i kozackich przebywających w północnych Chinach. Przywódcami CAK byli J.N. Pastuchin, S.K. Karawajew i N.M. Gubanow. Na czele oddziału terenowego w Pekinie stał gen. Siergiej N. Rozanow. W 1939 r. – pod egidą CAK – powstał Instytut Dalekowschodni, przemianowany później na Instytut Wschodnio-Azjatycki. Komitet prowadził działania antysowieckie i antykomunistyczne, skierowane przede wszystkim na obszar północnych Chin, gdzie mieszkało ok. 6 tys. rosyjskich i kozackich emigrantów. Należało do nich, np. organizowanie cyklicznych mityngów, zwanych antykominternowskimi tygodniami. Wydawano publikacje, ogłaszano różnego rodzaju odezwy, manifesty itp. Poza tym prowadzono akcje typu zajęcia 10 czerwca 1939 roku budynku konsulatu ZSRR w Tiencinie, spuszczenia flagi sowieckiej i wywieszenia flagi z czasów carskiej Rosji. Od połowy 1939 r. działalność CAK skupiła się głównie na zadaniach wojskowych. W czerwcu tego roku wojenno-wychowawczy oddział CAK został przekształcony w wojenny zarząd, który sformował samodzielną kompanię oficerską i dwie kompanie ochotnicze. CAK współpracował z Głównym Biurem do spraw Rosyjskich Emigrantów w Mandżurii, a za jego pośrednictwem z Japończykami. 25 czerwca w Tiencinie doszło do narady wojennej kierownictwa CAK z przedstawicielem japońskiej armii gen. Taki. Komitet przyznawał swój Order Odrodzenia Azji. Jego działalność nie napotkała jednak większego poparcia wśród rosyjskich i kozackich emigrantów.